# Атанасов, Георги Иванов
Гео́ргий Иванов Атана́сов (болг. Георги Иванов Атанасов; 25 июля 1933, Православен, Третье Болгарское царство — 31 марта 2022, София) — болгарский политик, член Болгарской коммунистической партии. Занимал должность премьер-министра Болгарии в 74-м (1986) и 75-м (1986—1990) правительствах.

## Биография
Родился 25 июля 1933 года в селе Православен. С 1947 года член РМС. В 1956 году окончил Софийский университет.
В 1962—1966 годах кандидат-член ЦК БКП. С 1977 по 1986 год секретарь ЦК БКП. С 1981 по 1986 год заместитель председателя Государственного совета НРБ. Премьер-министр Болгарии в 74-м (1986) и 75-м (1986—1990) правительствах.
В 1990 году Георгий Атанасов был освобождён от всех постов в Болгарской социалистической партии. В 1992 году был осуждён на десять лет заключения за финансовые злоупотребления, но в 1994 году помилован указом президента.
Жил вместе с Аней Спанчевой, бывшей заместительницей министра образования Народной республики Болгарии.
В 2014 году он вместе с другими левыми интелектуалами написал письмо протеста в адрес пронатовской политики руководства Болгарской социалистической партии.
В 2015 году после смерти Димитра Попова Атанасов стал самым старым бывшим премьер-министром Болгарии.
Умер 31 марта 2022 года в возрасте 88 лет в Софии.